# Nébride
 (juillet 2020).
Si vous disposez d'ouvrages ou d'articles de référence ou si vous connaissez des sites web de qualité traitant du thème abordé ici, merci de compléter l'article en donnant les références utiles à sa vérifiabilité et en les liant à la section « Notes et références ».

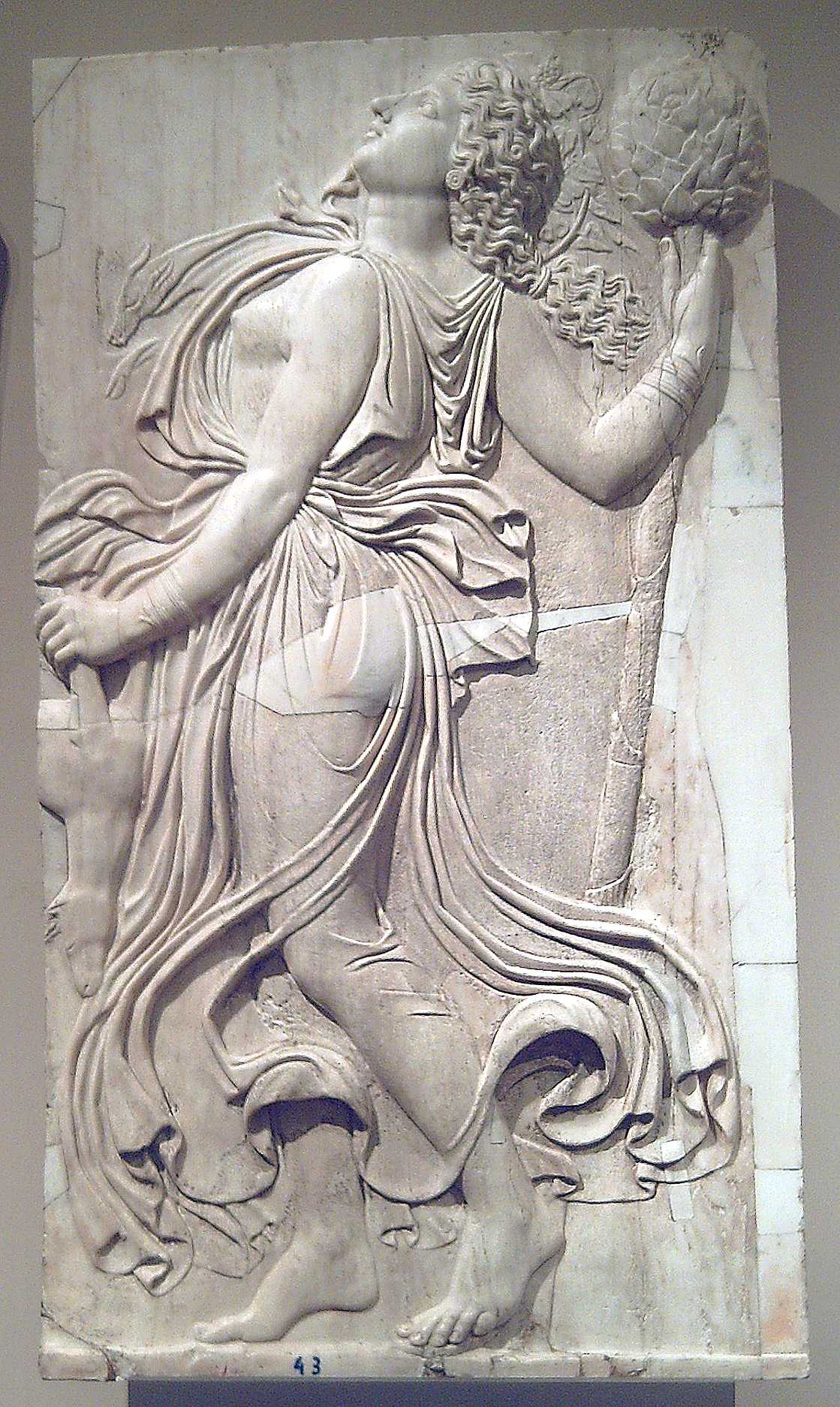
Ménade dansant, portant la nébride autour du cou et le thyrse à la main.

Une nébride (du grec ancien νεβρός / nebrós, « cerf ») est une peau de bête servant de vêtement, et également un attribut du culte de Dionysos.

## Description et symbolisme
La nébride est faite généralement d'une peau de cervidé (faon, daim ou biche), mais peut aussi être en peau de panthère, de bouc, de chèvre, de lynx ou de renard[réf. nécessaire].
Elle est portée soit par Dionysos, soit par ses compagnons et compagnes qui participent au culte et aux Dionysies : ménades, satyres, silènes, et bacchantes. À l'époque historique et jusqu'à la fin de l'antiquité, les servants du culte de Dionysos la revêtaient. Pan et Artémis sont quelquefois représentés portant eux-aussi la nébride[réf. nécessaire]. 
L'idée associée à ce vêtement est celle d'animalité, d'une force vitale déchaînée en mouvements fougueux. On voit ainsi Artémis et les ménades, tantôt accompagnées de biches et autres bêtes qu'elles caressent, ou qu'elles poursuivent, les tuant, les déchirant, ou tantôt parées de leur dépouille[réf. nécessaire].

### Sources antiques
- Euripide : Les Bacchantes.